# Ingrid Schulerud

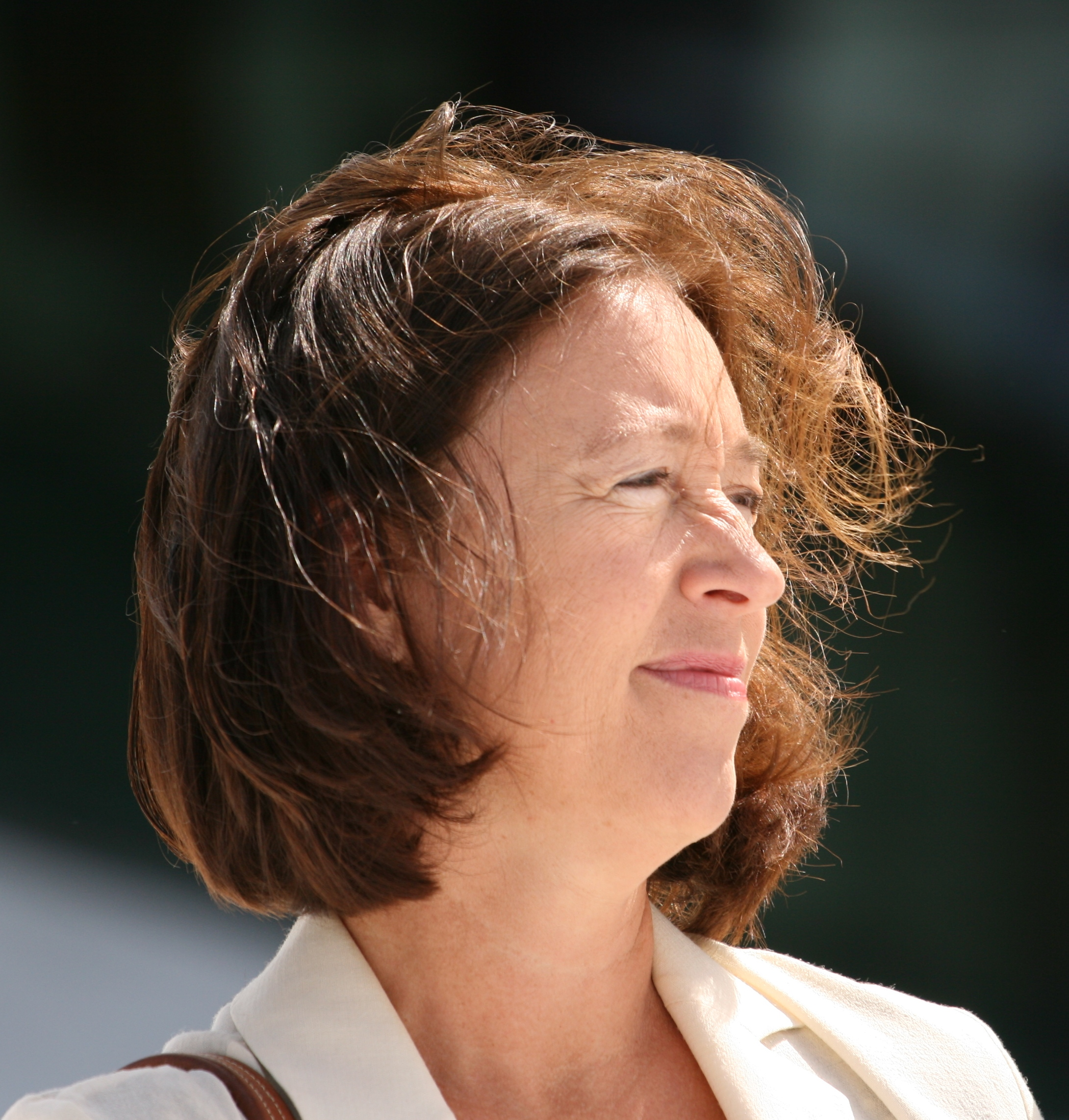
Ingrid Schulerud, 2009

Ingrid Schulerud (* 8. Juli 1959) ist eine norwegische Diplomatin. Von 2015 bis 2019 war sie die norwegische Botschafterin in Brüssel.

## Leben
Schulerud begann im Jahr 1988 im Außendienst Norwegens zu arbeiten. Zwischen 2002 und 2005 war sie leitende Beraterin im Außenministerium, danach bis 2007 Abteilungsleiterin, bevor sie bis 2011 erneut leitende Beraterin war. Von 2011 bis 2015 war sie Fachdirektorin im norwegischen Außenministerium. Dabei lag ihre Zuständigkeit beim Fachgebiet Europäischer Wirtschaftsraum (EWR). 
Nachdem ihr Ehemann Jens Stoltenberg NATO-Generalsekretär in Brüssel wurde, bewarb sie sich im Herbst 2014 um den Posten als norwegische Botschafterin in Belgien. Im April 2015 gab die norwegische Regierung bekannt, dass sie den Posten bekommen werde. Im März 2019 wurde mit Per Strand Sjaastad ihr Nachfolger ernannt.
Gemeinsam mit ihrem Ehemann Jens Stoltenberg, den sie im Jahr 1987 heiratete, hat sie zwei Kinder. Ihre Tochter Catharina Stoltenberg ist Teil des Musikduos Smerz. Schulerud ist die Tochter des Schriftstellers Mentz Schulerud und somit die Nichte der Autorin Anne-Catharina Vestly.